# 美安 (電子商務)
美安（Market America）是多層次營銷公司。是由JR萊丁格（James Howard Ridinger）和洛倫·萊丁格（Loren Ridinger）於1992年創立。總部設在北卡羅萊納州格林斯伯勒。公司的業務包括家庭清潔用品、飾品、個人保養用品、汽車保養、化妝品、營養補充品、特製網頁、凈水器和體重管理用品。

## 歷史
美安是由前安麗經銷商JR萊丁格（James Howard Ridinger）和妻子洛倫·萊丁格（Loren Ridinger）於1992年成立。公司的總部在北卡罗来纳州的格林斯伯勒，公司販售的商品包括有汽車配件、電子用具、服裝、鮮花、淨水系統、咖啡、營養品、口腔衛生用品，其傳銷作法是在公司的網站上提供廣告，並且提供到外部公司網站的連結。
美安在2010年收購了購物比價公司Shop.com，未公開其收購金額。這次的併購結合了Shop.com的資料庫，以及美安的Cashback計劃以及獨立零售商的網路（Independent Shop Consultants）。美安總部仍在北卡羅萊納州格林斯伯勒，而併購前原屬Shop.com的員工仍在加州蒙特雷以及英國倫敦工作。並於2011年9月時已完成二階段整合的一半。
2016年總部的員工有800人。

## 產品和服務
美安的產品類別包括健康和營養品（Isotonix）、家庭和花園修繕（Snap）、寵物護理（Pet Health）、汽車保養（Autoworks）、體重管理（TLS）、個人護理（Royal Spa, Fixx, Skintelligence）、化妝品（由洛倫·萊丁格管理的Motives）、珠寶（由洛倫·萊丁格管理的Loren Jewels, Yours）以及淨水系統（Pure H20）。服務包括了個人財務管理（maCapital Resources）及中小型企業的網路行銷（maWebCenters）。
此公司的Isotonix營養補充品是在1993年引進，後來超過20種產品。美安在2004年時導入了Transitions Lifestyle System（TLS）體重管理計劃。

## 商業模式
依照美安的資料，其所有產品是由其他公司所製造，由美安進行獨佔式的銷售。公司會將其他個人或企業實體稱為獨立零售商（independent distributor）或是超連鎖店主（UnFranchise Business Owners），這些個人或是企業也可以開設線上零售網站，這些網站稱為夥伴商店（Partner Stores）。獨立零售商需支付加入費用以及月費，也會再招募其他人。
美安零售商從銷售商品的「佣金」中獲利，並且為其銷售團隊售招募新成員。在2017年6月時，成為美安零售商的加入費用是美金399元，每月的費用是美金129元。美安代表以獨立承包商運營，但需要購買美金130至300元的美安商品，並且參加研討會以及訓練活動，費用從美金20元到200元不等。

## 爭議
有些批評認為美安是「多層次傳銷的化身」，其產品「絕大多數可以用在附近連鎖便利商店或杜安里德（Duane Reade）買到的東西代替，而且價格才一半而已。」其商業的驅動方式是「零售商尋找客戶，介紹美安的商品，並且和他們鼓吹：透過直接銷售產品，就可以和JR萊丁格一樣的富有。」
2004年時，Consumer Awareness Institute的負責人羅伯特·菲茲派翠克（Robert FitzPatrick）提到，基於現有的資料，這家公司的成長「不可能永遠持續下去」，也對「零售商可以實現財務獨立」的說法質疑。
美安在2010年併購了Shop.com，一個網路上的購物比價網站。
2011年，Consumer Awareness Institute的負責人喬恩·M·泰勒（Jon M. Taylor）將美安公司的成功歸因於典型多層次傳销公司的中間階段：「在這些公司出現的情形是：透過不斷的招募，公司進入快速增長的動能階段，為了避免成長變慢，公司會推出新的產品，並且進入新的國家。」。依照Taylor所述，針對類似多層次傳销公司的研究指出：「在加入的零售商中，有99.6%會虧錢。」。
廣告中的事實組織（美國廣告監督組織）在2020年的調查中指出，
此公司將最頂級零售商的收入稱為是零售商的「典型」收入，這已經是「欺騙式的市場行銷」，而且「其實，大多數的美安零售商（UnFranchise Owners）無法賺到足以改變生活的收入。」

## 訴訟
美安涉及一起2017年的美國聯邦訴訟，有二個零售商指控美安違反《反勒索及受賄組織法》（RICO）及加州法律。訴訟案中認為美安是層壓式推銷，提到美安聲明的「在美安商業模式下，失敗的唯一方式就是退出。」訴訟案中有提到此公司是以華裔美國移民為其目標客戶，銷售產品給他們在亞洲的親友。訴訟案中認為美安的商業模式是「敲詐勒索」（racketeering），其中提到：「高層主管告訴經銷商他們的收入可以超過56萬元美金，但只有最高層才會有如此的收入。有9成的經銷商賺不到錢。」。加州的案件在2019年4月移轉到加州北部的法院，和另一起訴訟合併處理。

## 流行文化
主持人约翰·奥利弗在2016年於約翰奧利佛之昔日新聞報報節目中，有關多層次傳銷詐騙的片段裡，提到了美安。

## 外部連結
- 官方网站